# Venice Movie Stars Photography Award

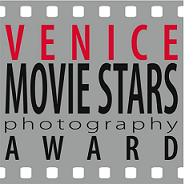
Il logo del concorso.

Venice Movie Stars Photography Award è un concorso fotografico dedicato alle immagini scattate in occasione della Mostra del Cinema di Venezia.

## Il premio
Il premio nasce nel 2004 con l'obiettivo di valorizzare l'operato dei fotografi professionisti che raccontano al mondo, attraverso i loro scatti, le emozioni e i momenti più importanti della Mostra d'Arte Cinematografica di Venezia.
La giuria è composta da personalità del mondo della fotografia e dell'arte cinematografica ; nelle passate edizioni ne hanno fatto parte personalità quali Douglas Kirkland, John Landis, Dante Ferretti, Julian Schnabel, Valeria Golino, Maria Grazia Cucinotta.
Dal 2006 la cerimonia di premiazione si tiene nel mese di dicembre alla Casa del Cinema di Villa Borghese a Roma, che ospita annualmente la mostra dedicata al premio.

### Categorie
Il Venice Movie Stars Photography Award viene assegnato nella sezione ufficiale in due categorie:
- Miglior Fotoritratto
- Miglior Reportage
Dal 2006 è nata la categoria collaterale Premio del Pubblico.

## Componenti della giuria

### Giuria 8th Venice Movie Stars Photography Award
Marco Müller (Presidente)
Stefano Accorsi, attore
Giancarlo Di Gregorio, responsabile comunicazione Cinecittà
Armando Gallo, fotografo e giornalista
Fabrizio Maltese, fotografo
Samuele Franzini, fotografo

### Giuria 7th Venice Movie Stars Photography Award
Gabriele Salvatores (Presidente), regista
Claudio Canova, fotografo
Saverio Ferragina. Press Agent
Maria Latella, giornalista
Filippo La Mantia, chef
Claudia Morgoglione, giornalista
Jeff Vespa, fotografo

### Giuria 6th Venice Movie Stars Photography Award
Douglas Kirkland (Presidente), fotografo
Maria Pia Fusco, giornalista
Maria Grazia Cucinotta, attrice
Isabella Ferrari, attrice
Riccardo Scamarcio, attore
Riccardo Cioni, fotografo
Enrico Lucherini, pr
Maurizio Galimberti, fotografo

### Giuria 5th Venice Movie Stars Photography Award
Dante Ferretti (Presidente), scenografo
Gianni Canova, critico cinematografico
Alberto Czajkowski, Professional Imaging Canon
Francesco De Siano, direttore della fotografia
Ezio Greggio, attore
John Landis, regista
Roxanne Lowit, fotografa
Ferzan Özpetek, regista
Violante Placido, attrice
Antonello Sarno, giornalista

### Giuria 4th Venice Movie Stars Photography Award
Claudio Canova (Presidente), Photomovie
Stefano C.Montesi, fotografo
Laura Delli Colli, giornalista
George de Keerle, Getty Images
Felice Laudadio, direttore della Casa del Cinema
Roxanne Lowit, fotografa Vanity Fair
Domenico Procacci, produttore - Fandango
Gloria Satta, giornalista
Julian Schnabel, artista
Nicolas Vaporidis, attore
Giovanni Veronesi, regista

### Giuria 3rd Venice Movie Stars Photography Award
Piera Detassis (Presidente), direttore Ciak
Stefano Accorsi, attore
Maurizio Galimberti, fotografo
Simona Girella, photo editor A
Stefano Guindani, fotografo
Roxanne Lowit, fotografa Vanity Fair
Valeria Palermi, giornalista L'Espresso
Stefania Rocca, attrice
Renzo Rosso, presidente e fondatore Diesel Spa

### Giuria 2nd Venice Movie Stars Photography Award
Maurizio Galimberti (Presidente), fotografo
Piera Detassis, direttore Ciak
Isabella Ferrari, attrice
Marco Finazzi, photo editor Vanity Fair
Valeria Golino, attrice
Stefano Guindani, fotografo
Maurizio Porro, giornalista Corriere della Sera

### Giuria 1st Venice Movie Stars Photography Award
Claudio Onorati (Presidente), fotografo Ansa
Raoul Bova, attore
Gianni Canova, critico cinematografico
Piera Detassis, direttore Ciak
Marco Finazzi, photo editor Vanity Fair
Maurizio Galimberti, fotografo
Stefano Guindani, fotografo
Roxanne Lowit, fotografa Vanity Fair

## Vincitori

### Vincitori 8th Venice Movie Stars Photography Award
Primo classificato Miglior Fotoritratto: Stephanie Cornfield, soggetto Andy Lau
Primo classificato Miglior Reportage: Piergiorgio Pirrone, soggetto Vittoria Puccini
Premio del pubblico: Romina Greggio, soggetto Al Pacino

### Vincitori 7th Venice Movie Stars Photography Award
Primo classificato Miglior Fotoritratto: Lucia Gardin, soggetto Alba Rohrwacher
Primo classificato Miglior Reportage: Stefano Micozzi, soggetto John Woo e Marco Muller
Premio del pubblico: Silvia Sadat Hosseini, soggetto Vincent Cassel

### Vincitori 6th Venice Movie Stars Photography Award
Primo classificato Miglior Fotoritratto: Lucia Gardin, soggetto Margareth Madè e Francesco Scianna
Primo classificato Miglior Reportage: Alessandra Benedetti, soggetto Maria Grazia Cucinotta
Premio del pubblico: Giorgio Iurcotta, soggetto Mario Monicelli
Premio Photocool: Franco Origlia, soggetto Huan Lou

### Vincitori 5th Venice Movie Stars Photography Award
Primo classificato Miglior Fotoritratto: Alessandro Bianchi, soggetto Darren Aronofsky e Mickey Rourke
Primo classificato Miglior Reportage: Camilla Morandi, soggetto Eva Herzigová
Premio del pubblico: Cinzia Camela, soggetto Charlize Theron
Premio "A" Special Star: Giorgio Iurcotta, soggetto Anne Hathaway

### Vincitori 4th Venice Movie Stars Photography Award
Primo classificato Miglior Fotoritratto: Alessandra Bendetti, soggetto Tim Burton
Primo classificato Miglior Reportage: Mauro Pomati, soggetto Tsai Ming-liang
Premio del pubblico: Pietro Pesce, soggetto Johnny Depp
Premio "A" Special Star: Massimiliano Montingelli, soggetto Charlize Theron

### Vincitori 3rd Venice Movie Stars Photography Award
Primo classificato Miglior Fotoritratto: Romina Greggio, soggetto Scarlett Johansson
Primo classificato Miglior Reportage: Riccardo Cesari, soggetto Isabella Ferrari
Premio del pubblico: Cinzia Camela, soggetto David Lynch e Jeremy Irons

### Vincitori 2nd Venice Movie Stars Photography Award
Primo classificato Miglior Fotoritratto: Fabrizio Maltese, soggetto Isabelle Huppert
Primo classificato Miglior Reportage: Gianmarco Maggiolini, soggetto George Clooney

### Vincitori 1st Venice Movie Stars Photography Award
Primo classificato Miglior Fotoritratto: Domenico Stinellis, soggetto Al Pacino
Primo classificato Miglior Reportage: Alfonso Catalano